# Хаићански креолски језик
Хаићански креолски (хаићански креолски француски или хаићански; хк. kreyòl ayisyen, фр. créole haïtien) је креолски језик који се темељи на француском језику и који говори 10-12 милиона људи широм света, а то је уједно и једини језик већине Хаићана.